# فرناندو غيريرو
فرناندو غيريرو (بالإنجليزية: Fernando Guerrero)‏ (12 أكتوبر 1986 - ) هو ملاكم أمريكي، صنّف ضمن فئة الوزن المتوسط.

## روابط خارجية
- فرناندو غيريرو على موقع بوكس ريك (الإنجليزية) (registration required)